# Annea Lockwood
Annea Lockwood (Christchurch, Nova Zelanda, 29 de juliol del 1939) és una compositora caracteritzada pel treball en nombrosos estils musicals. La seva música està focalitzada en el desenvolupament de la tímbrica i la interpretació amb consideracions espacials, així com en la inclusió de paisatges sonors microtonals, electroacústics i música vocal, duent a terme enregistraments de sons naturals trobats. També ha gravat peces inspirades en Fluxus que impliquen la crema o l'ofegament de pianos. Destaca també per l'ensenyament de música electrònica al Hunter College, i posteriorment al Vassar College, retirant-se al 2001.

## Biografia
Annea Lockwood va néixer i créixer a Christchurch, Nova Zelanda, anomenant-se de naixement Anne, va canviar-se el nom a Anna i finalment a Annea. De fet, vivint allà, va descobrir poc a poc el que els maoríes anomenaven pākehā, que feia referència a tota la població de Nova Zelanda descendent d’europeus blancs. Lockwood es va penedir de no tenir més relació amb la població autòctona de les seves illes, per la qual cosa, quan va trobar una referència a un esperit femení del Pacífic que es deia Ea i que es pronuncia com una “é”, va decidir combinar aquesta deidat aquàtica amb els seus antics noms, Anne i Anna i es va convertir en “Annea” (Anne-é-a). La llar familiar de Christchurch estava plena de llibres i música, i entre les gravacions que més s'hi escoltaven es trobava la música de cambra de Schubert, l'obertura-fantasia Romeu i Julieta de Tchaikovsky i Das Lied von de Erde de Mahler cantada per Kathleen Ferrier. Segons ella, Chirstchurch era un lloc agradable per a créixer, i tot i que era políticament conservador, era una ciutat amb molta passió per la música, amb dos cors de qualitat mitjana i un departament de música a la universitat bastant actiu. La fascinació pels sons naturals que es pot veure en la seva obra musical sorgeix precisament de les vacances que passava amb la família en una cabana al costat d'un riu, a South Island, Nova Zelanda.
La mare de Lockwood, Fergie Lockwood, va ser qui li va ensenyar a la seva filla Anne (posteriorment Annea) a llegir notació musical al mateix temps que aprenia a llegir. La seva professora de piano va ser Gwen Moon, i el seu marit, Ron Moon, que era violista, la va animar a compondre una obra per al conjunt de cordes que ell dirigia. L’activitat compositiva de Lockwood es prenia seriosament en el seu entorn. Posteriorment, Lockwood va començar els seus estudis de piano a la Universitat de Canterbury (Nova Zelanda), on va estudiar també composició, completant la seva llicenciatura en música amb honors. Gràcies a una beca de màster de la Royal Academy of Music i també a una financiació del govern neozelandès, es va traslladar a Europa per ampliar la seva formació, amb la condició de tornar al seu país per a ser professora en finalitzar els seus estudis. Allà va estudiar en el Royal College of Music de Londres piano amb Edgar Kendall Taylor i composició amb Peter Racine Fricker (1961-63).

Al mateix temps, Lockwood va tornar la financiació del govern neozelandès per a poder seguir vivint a Europa, havent de treballar al llarg d’un any  en un hospital psiquiàtric en el que va estar animant als joves amb problemes a escriure poesia.

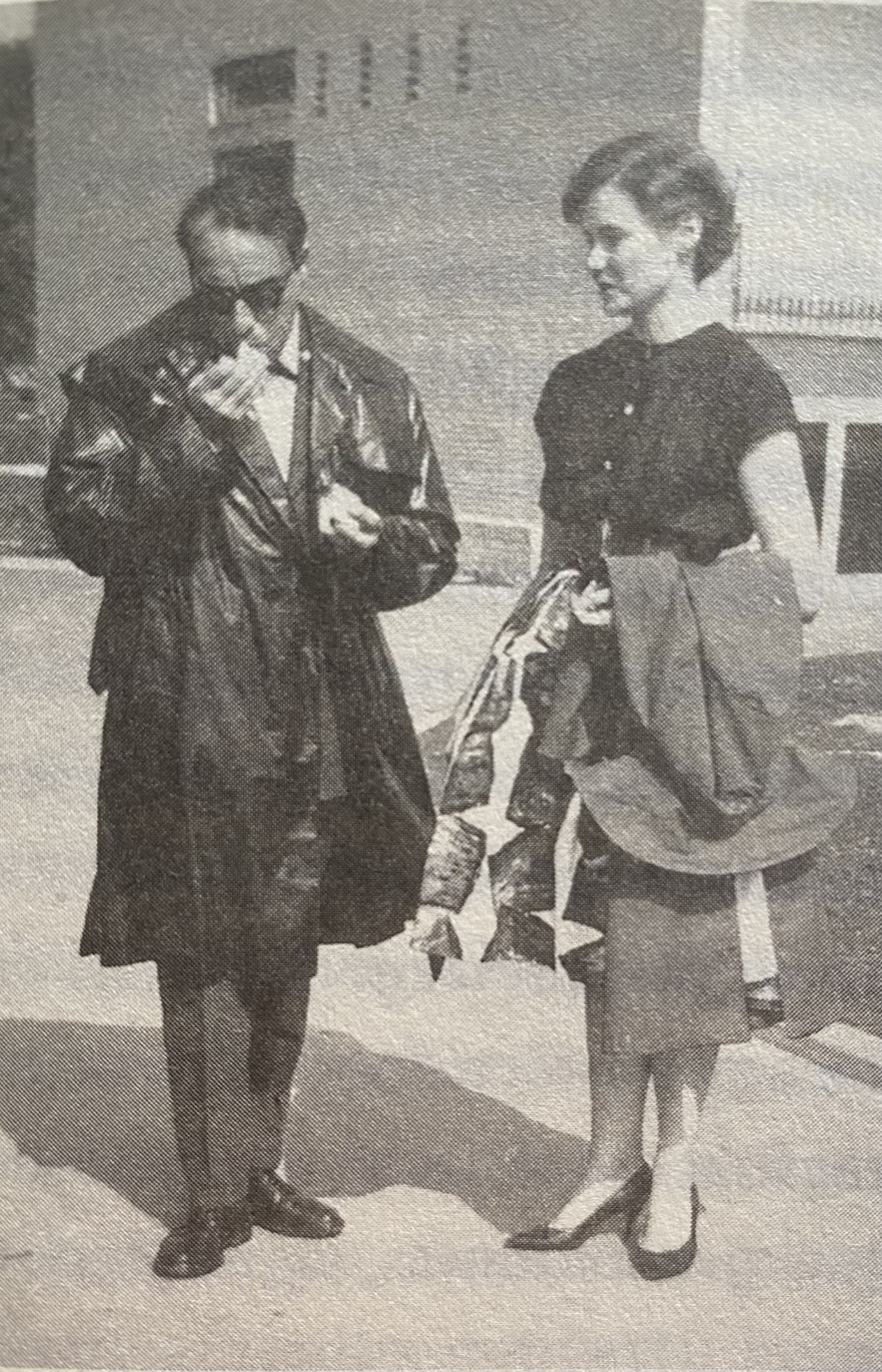
Annea Lockwood i Franco Evangelisti

Més endavant, va estudiar en la Hochschule für Musik Köln amb Gottfried Michael Koenig; als Països Baixos va treballar amb la música electrònica a la Bilthoven electronic music studio (1963-4); i, finalment, a la Universitat de Southampton, en la que va fer cursos de psicoacústica (1969-72). Cal destacar també que durant aquest període va participar en el Darmstädter Ferienkurse com a assistent per recomanació de Fricker, que havia orientat a Lockwood en els mons sonors posmahlerians. A Darmstadt va assistir a classes de Luciano Berio, Olivier Messiaen, Pierre Boulez i Karlheinz Stockhausen. Va pressenciar com La Monte Young es dedicava a moure mobles en una habitació per al seu Poem for tables, chairs, benches, etc. (“Poema per a taules, cadires, bancs, etc.”) i es va fer amiga de Franco Evangelisti, progenitor de la música aleatòria o música d’atzar. En aquesta època, Darmstadt era una àrea d’experimentació per a la iconoloclàsia, un camp de batalla pels ideòlegs. Lockwood estava molt entusiasmada amb les dissidències que tenien lloc sobre la direcció que havia de prendre la nova música desprès de la posguerra: continuar pel rigurós camí del serialisme o anar cap a l’atzar.
L'any 1970, Lockwood es va començar a cartejar amb l'acordeonista i compositora Pauline Oliveros, amb la qual va intercanviar idees i compartir partitures. Oliveros li enviava a Lockwood les seves Sonic Meditations i Lockwood organitzava grups per a representar-los en els jardins d'Ingatestone. La primera trobada que van tenir en persona va ser en California l'any 1972, moment que va quedar immortalitzat en una conversació radiofònica en directe, en l'emisora KPFA FM de Berkeley. Va ser també en aquesta època quan es va fascinar pel treball dels artistes estadunidencs que trobava per Londres, com David Behrman, Robert Ashley, Alvin Lucier, Carolee Schneemann, Nam June Paik i Larry Austin.
Degut a la seva fascinació pels artistes estatunidencs, el 1973 Lockwood es va traslladar a Comprond, Nova York, on va ser convidada per la compositora Ruth Anderson a ensenyar al Hunter College, CUNY. El 1975, es va associar amb l'artista d'instal·lacions Alison Knowles per a crear una publicació de referència anomenada Womens Work: una col·lecció de partitures divertides e instructives de 25 dones basades en textos. El 1982 es va unir al Vassar College, com a professora fins al 2001, sent-ne actualment professora emèrita. Allà també es va establir com a compositora free-lance.

## Obra musical

### Anys 60-70
Les primeres obres que va escriure Lockwood s'engloben dins la música atonal, destacant Violin Concerto (1962, interpretat per Frederick Grinke com a solista), la cantata de cambra A Abélard, Héloise (1963, interpretada per la soprano Noelle Barker en la SPNM) i Aspekte einer Parabel (1964).
Entre els anys 1960 i 1970 Lockwood va començar a experimentar un rebuig incipient per les fonts sonores convencionals, de tal forma que va començar a fer servir objectes inusuals per a produir sons. Aquests artefactes es dividien en tres categories: objectes amb un potencial intrínsec per a produir sons interessants; objectes que normalment no són concebuts com instruments musicals; i objectes amb algun significat relacionat amb la cosmologia personal de Lockwood. Això va fer que deixès de banda la música instrumental i els materials electrònics, interessant-se per la complexitat, variabilitat i impredictibilitat dels sons acústics de la natura. Una de les obres que representa aquestes idees és The Glass Concert (1967), interpretada en nombroses ocasions entre els anys 1967 i 1973, i en la que utilitza diverses formes de vidre que són colpejades, fregades o rompudes, entre d'altres. Aquesta obra es va publicar en Source: Music of the Avant Garde i posteriorment va ser gravada i publicada per Tangent Records. Va ser admirada, a més, per artistes com Richard Wright de Pink Floyd, Kevin Ayers de Soft Machine i el compositor Michael Nyman. Aquest últim va escriure, fins i tot, una crítica musical per The New Statesman en la que es va referir als concerts d'Annea Lockwood com "més asombrosos, estranys i fascinants" que la major part de la música contemporània creada per mitjans electrònics. A més, The Glass Concert era anomenada per Lockwood com "anti-composició", perquè l'autora considerava que el procés a l'hora de crear-la consistia més en descobrir, desvelar i revelar que en imposar un gran disseny. Un altre exemple és Sound Hat (1970),Sound Umbrella (1970) i Water Meditations (1973). En totes aquestes primeres obres es pot veure la capacitat de Lockwood de construir instruments no convencionals, buscant la recreació de sons de la natura i l'estudi de com el so pot afectar de forma profunda als cossos que l'escolten amb atenció.
Durant aquests anys, concretament entre el 1966 i el 1982, Lockwood va desenvolupar una sèrie coneguda com Piano Transplants, a mig camí entre la performance i la instal·lació sonora. Els instrumenticidis estaven a l’ordre del dia quan Lockwood va començar aquesta sèrie: Keith Moon feia explotar bateries; Jimi Hendrix destroçava guitarres i el 1968 es llançava un piano des d’un helicòpter davant de 3000 espectadors en l’estadi de Washington State. Fins i tot, quatre anys després, els estudiants del MIT van inaugurar un esdeveniment que es continua fent a dia d’avui: un “llançament de pianos” desde la teulada de la residència estudiantil, destroçant el que consideraven un símbol de la tradició musical.
Per a Lockwood, que era una pianista amb talent, aquest tipus de vandalisme demolidor no tenia cap sentit. Ella no estava interessada en la violència per se i tampoc en els sons en brut resultants de la destrucció, i com a homenatge a Christian Barnard (pioner dels trasplantaments de cor), decideix dur a terme Piano Transplants, una obra en la que utilitza la crema, l'ofegament o la "plantació" de pianos a llocs de tot el Regne Unit i els Estats Units. Formada per diversos títols: Piano Burning (1966-68), Piano Garden (1969-70), Piano Drowning (1972) i Southern Exposure (1982), la primera obra és la més coneguda de la compositora.
L'obra de Tiger Balm, juntament amb The Glass Concert i una fotografia de Piano Burning varen ser publicades a la revista Source: Music of the Avant Garde, despertant l'interès d'aquells que els atreia l'art radical, interessant-se per les obres de la compositora.

### Anys 70-80
Durant els anys 70 i principis dels 80, es va interessar per les peces per a cinta i per l’exploració de noves formes d’interpretació. Concretament, es va centrar en el treball amb sons naturals, desenvolupant les seves composicions a partir d'aquests. Un dels sons que més li fascinava, ja des de quan era petita i anava amb el seu pare a les acampades als Alps Neozelandesos, era el dels rius. Per aquesta raó va voler crear un arxiu sonor de tots els rius del món que es va anomenar Play the Ganges backwards one more time, Sam (1974) i pel qual Pauline Oliveros i Carolee Schneemann li van ajudar. L'objectiu de Lockwood amb aquesta peça consistia en trobar una possible connexió entre els rius i el benestar mental. Altres exemples que més representaven la concepció de Lockwood al llarg d'aquesta dècada foren Tiger Balm, en la que mesclava enregistraments d'arxiu de tigres aparellant-se amb sons de granotes arbòries, volcans, terratrèmols, batecs de cor, un avió, la pròpia de veu de la compositora i el ronroneig d'un gat; World Rhythms (1975); i A Sound Map of the Hudson River (1982), una peça de música concreta en la que va representar tota la expansió del riu Hudson i que evidència de nou la passió per part de Lockwood per l'aigua i altres esdeveniments naturals. Aquesta obra va sortir com a encàrrec per part del Museu del Riu Hudson de Yonkers. Recull els sons enregistrats del riu des de les muntanyes Adirondack fins l'Oceà Atlàntic, que comença al llac Tear of the Clouds, al nord de Nova York, i segeix fins a Staten Island, al sud. S'escolten veus de pescadors, d'un guardaboscos, d'un granger, etc., i va tenir com a objectiu fomentar un sentit de la preservació. De fet, l'obra es va acabar per publicar al 1989, el mateix any que va tenir lloc un abocament de petroli del Exxon Valdez.
Els sons que utilitzava anaven més enllà dels que es podien trobar en la naturalesa, sent les conversacions entre persones una font important en la seva obra. La utilització d'aquests materials es pot observar en Conversations with the Ancestors (1979), a partir de converses amb quatre dones; Delta Run (1982), en la que utilitza una conversa amb l'escultor Walter Wincha, i Three Short Stories and Apotheosis (1985).
La música d'aquesta època es podria classificar com a peces d'art escènic, ja que les idees compositives utilitzades feien que el públic i els agents ambientals estesin de forma conjunta en una sola peça.

### Anys 90
En la dècada dels 90, va incorporar en les seves composicions material multi-media, així com instruments electroacústics i altres de procedència indígena, i va escriure tant per instrumentistes solistes com per ensembles. N'és un exemple Thousand Year Dreaming (1991), en el que va utilitzar quatre didjeridús mesclats amb imatges de Lascaux Cave com a part de la performance. Aquesta composició estava basada en una peça improvisada, Nautilus, duta a terme per Art Baron, N. Scott Robinson, i la mateixa Lockwood el 1989, en que veieren les possibilitats tímbriques que oferia aquest instrument amb la combinació d'altres. Lockwood afirmava que per ella el didjeridú representava el so del centre de la terra i l'expressió de la seva força vital, i que es trobava relacionat amb les pintures rupestres del Paleolític. És per això que en la peça va incloure la projecció d'imatges relacionades amb aquesta època. Apareixien també dues improvisacions i moviments en l'escenari per part dels intèrprets amb la idea d'explorar l'acústica de l'espai.
D'aquesta època també destaquen Red Mesa (1991), inspirada en l'ambient del Desert Pintat d'Arizona, Duende (1998), en la que col·labora amb el baríton Thomas Buckner, provocant-li una espècie de viatge xamànic amb la utilització de la seva pròpia veu; i Ear-Walking Woman (1996). Durant tota la seva carrera va col·laborar amb intèrprets i ensembles formats, com és el cas de la composició Monkey Trips (1995), en que va treballar amb l'ensemble California EAR Unit. El 1999 va rebre una residència per dur a terme a Itàlia de part de la Fundació Rockefeller.

### Segle XXI
El 2002, continuant amb la seva veneració pels rius, Lockwood comença a treballar en A Sound Map of the Danube River, acabant-la al 2005. En aquesta peça mostra la recopilació de sons gravats en diferents espais del riu Danubi. Per mitjà d'aquests enregistraments dels rius, Lockwood va voler explorar l'estat que es crea en la ment i en el cos mentre s'escolten de forma atenta la complexa xarxa de ritmes i tons que es generen en el so de l'aigua. Segons ella explica, té la intenció de transportar la persona dins el so del riu, ja que considera que quan el cos té la capacitat de transportar-se en aquella situació, és quan existeix una connexió amb el cos i el so ambiental, connectant-se també a la resta del món.
D'aquesta mateixa època destaca, Ceci n'est pas un piano (2002), per piano, video i electrònica, en la que apareixien imatges de l'obra Piano Transplants mesclada amb reflexions de Jennifer Hymer sobre els pianos que va tenir i les seves mans, acompanyada sonorament pel piano.
Al 2007 va compondre una peça que es diu Gone! en la que va unir uns quants globus d’heli a una petita caixa de música amb forma de piano. El piano en miniatura va sortir de l’interior d’un piano de cua i es va posar a flotar lliurement per tot l’auditori. Aquell mateix any, va rebre el Henry Cowell Award.
Al 2014 va escriure Wild Energy amb el dissenyador de so Bob Bielecki, sent una mostra de la característica habilitat de Lockwood per a connectar llocs, oïdes, cos, respiració i entorn natural. En aquesta peça, una persona s'allunya per un camí flanquejat de cendres en direcció a un petit clar en el bosc, on hi ha dues hamaques. Els orients s'estiren en les hamaques, buscant la màxima relaxació per tenir una escolta profunda. Mentrestant, el so rebota entre els arbres, escoltant-se ratpenats, arnes tigres, terratrèmols, fonts hidrotermals, el sol, sense saber la procedència de cadascun d'ells; en els subwoofers sonen les freqüències més baixes. En aquesta obra musical, es pot veure de forma clara com Lockwood busca l'escolta profunda dels sons, com també feia Pauline Oliveros.
El 2019 va compondre Into the Vanishing Point. El 2021, For Ruth (2021), sent una elegia per a Ruth Anderson, la seva parella. Al 2020, després de la seva mort, Lockwood va realitzar unes gravacions en el lloc de descans d'Anderson, que va mesclar amb converses d'ambdues el 1974. En l'obra es poden escoltar ocells, el vent i campanes d'església, recreant el temps compartit. Va ser un treball presentat en el Festival Counterflows del 2021 a Glasgow.
El 2022 va escriure The River Feeds Back, en la que col·laborava amb Liz Phillips. En ella les autores formen un mapa sonor en capes en el que es pot detectar el sistema fluvial per sobre la superfície i per sota, incloent-hi la vida aquàtica que hi ocorre, oferint una instal·lació sonora en l'Acadèmia de Ciències Naturals de la Universitat Drexel.
També ha format part de dos documentals Annea Lockwood / a Film About Listening (2021) i 32 Sounds (2022), ambdós dirigits per Sam Green.
| Obra                                        | Any de composició/publicació |
| ------------------------------------------- | ---------------------------- |
| Violin concerto                             | 1962                         |
| A Abélard, Héloise                          | 1963                         |
| Aspekte einer Parabel                       | 1964                         |
| The Glass Concert                           | 1967                         |
| Sound Hat                                   | 1970                         |
| Sound Umbrella                              | 1970                         |
| Tiger Balm                                  | 1970                         |
| Piano Transplants                           | 1966-1968 - Piano Burning    |
| Piano Transplants                           | 1969-1970 - Piano Garden     |
| Piano Transplants                           | 1972 - Piano Drowning        |
| Piano Transplants                           | 1982 - Southern Exposure     |
| Play the Games backwards one more time, Sam | 1974                         |
| Womens Work                                 | 1975                         |
| World Rhythms                               | 1975                         |
| A Sound Map of the Hudson River             | 1982                         |
| Three stories and an Apotheosis             | 1985                         |
| Gone!                                       | 2007                         |
| Wild Energy                                 | 2014                         |

## Piano Transplants
Amb Piano Transplants, Lockwood va explorar el significat de deixar que els elements naturals (foc, aigua, aire i terra) exercissin la seva implacable voluntat sobre un instrument que va ser construït per a obtenir un control màxim, el piano. La primera vegada que va exposar aquesta obra, la compositora va afegir diversos elements al piano. Primerament, va penjar una ampolla buida de chanti contra les cordes, que dringant produia un efecte de glissando. Seguidament, va aferrar un parell d’ulls falsos a la caixa de ressonància de l’instrument, maquillant-ne les pestanyes, fent que brillessin de forma seductora quan s'interpretava un tremolo. Per altra banda, al tirar d’un fil, s'accionnava un petit tren que corria amunt i avall de les cordes greus, i finalment, quan Lockwood accionava el pedal de l'esquerra, sortien bombolles d’uns llavis de plastilina que hi havia a un costat del teclat. Va estipular que qui toquès aquest piano permanentment preparat havia d’escollir una melodia i repetir-la com si fos un cantant de bar estrafolari. Ella va escollir Lili Marlene i la va interpretar de forma continuada sense parar.

### Piano Burning
Lockwood havia rebut l’encàrrec de compondre una partitura per al coreògraf Richard Alston, ballarí de la Stride Dance Company. L'obra que va compondre per l'ocasió, Heat (“Calor”), no va arribar mai a materialitzar-se, però Lockwood es va prendre l’encàrrec al peu de la lletra i es va proposar captar l’essència de la immolació, recordant com cremaven banderes nord-americanes com a símbol polític. El que ella estava cercant era un so abrasador, que fos “realment interessant des del punt de vista sònic”, i així va ser com va sorgir Piano Burning.
En aquella època, l’abocador de Wandsworth Borough, al sud-est de Londres, tenia una zona reservada destinada a l'abocament dels pianos de saló, degut a l'augment considerable de llançaments per la remodelació dels salons burgesos on es substituïen per televisions. Lockwood va agafar un dels instruments defenestrats i el va arrossegar fins al dic del Tàmesi, on el poeta Bob Cobbing organitzava un festival d’arts escèniques. Allà, va embolicar uns micròfons vells en amiant per a que suportessin les flames el màxim temps possible; els va connectar a una gravadora Uher de bobina oberta i els va posar a dins de l’instrument. Acte seguit va afegir una mica de líquid inflamable i va encendre l'instrument. La gent es va posar al voltant de les flames i parlava amb tan entusiasme que la gravació, que pretenia ser per al projecte Heat no va sortir com esperava la compositora, convertint-se en una obra musical per ella mateixa. Els espectadors es van quedar en silenci hipnotitzats contemplant el foc en el piano, que va estar ardent durant més de tres hores. Quan es va apagar el que quedava, Lockwood i un grup de col·legues artistes van organitzar una sessió d'espiritisme per a invocar l'esperit de Beethoven, preguntant-li el seu pensament amb relació a l'actuació, obtenint una resposta no gaire clara.
Les referències a la figura de Beethoven són una part significativa del pensament de la compositora al voltant d'aquesta peça. Concretament, en la partitura es menciona al compositor en el lloc on s'inclouen les indicacions que faciliten l'incendi del piano, fet que demostra la irreverència del passat, així com la seva determinació en contra de la cultura del geni dins del paradigma patriarcal. Tanmateix, Beethoven no n'és l'únic símbol. El piano també es pot sotmetre a un símbol amb característiques dominants en el que s'estableixen oposicions de caràcter binari, servint com a metàfora dels alineaments de poder a dins d'una cultura. Aquest, com tots els objectes configurats inicialment com instruments musicals, no es pot entendre com un objecte neutral, sinó que s'ha d'entendre com un artefacte cultural símbol de determinades estratègies d'opressió. La crema del piano es va convertir també, a l'igual que la crema de les banderes, en un gest polític. Tanmateix, Lockwood va deixar en un segon pla l'element provocatiu propi del Fluxus i va concedir més importància al procés incontrolable de degradació del piano per la força dels elements de la natura.
Amb aquestes referències, Lockwood va rebutjar no només la història de la música, sinó també la del piano, entès com a eina per a narratives relatades per homes al servei dels interessos masculins. D'aquesta forma, Piano Burnings constitueix una celebració sobre la diferenciació de la dominància masculina, tan present en les competicions de piano, en l'estudi als conservatoris i en el món professional. Totes aquestes característiques són, a més, lo que diferencien la crema de pianos de Lockwood de les posteriors que van realitzar Yōsuke Yamashita al 1973, Michael Hannan al 1999 o Diego Stocco al 2008. En Yamashita l'intèrpret agafa protagonisme per estar tocant temeràriament mentre el piano es consumia en flames; en Hannah predomina l'espectacle més que el rit; i en Stocco, el piano serveix com a font sonora per a un treball posterior. Tanmateix, Annea Lockwood no va tenir cap d'aquests propòsits, sinó que va exposar el piano en tota la seva vulnerabilitat, sense intèrpret i edicions de so posteriors.

### Piano Drowning
En la peça musical, Piano Drowning, Lockwood va enfonsar diversos pianos en uns estanys per a bestiar d’Amarillo, a Texas. Concretament, va submergir un piano blanc valorat en 100 dòlars banyat en or.

### Piano Garden
A Piano Garden, la compositora va “plantar” pianos en uns jardins anglesos molt elegants d’Essex, concretament a Ingatestone. La seva intenció era fer veure que els instruments sorgien de la terra, per la qual cosa va posar els tres instruments entre rebrots de llorer i dedaleres, al costat de la Station Road. Segons ella, "una planta sembla flexible i fràgil; per altra banda, un piano sembla molt sever, fort i inflexible. Però no ho són. La idea de plantes creixent al voltant d'un piano es va tornar irresistible".

### Southern Exposure
En Southern Exposure, Lockwood va deixar un piano de cua abandonat en una platja a la línia de la plenamar. Tot i que la idea ja havia estat concebuda l’any 1982, no va ser fins algunes dècades després que la va poder dur a terme a Fremantle, Austràlia, amb la col·laboració de Ross Bolleter. El piano va acabar per desaparèixer misteriosament un dia després de la seva instal·lació, provocant una crida de socors per a obtenir algun indici sobre el parador del piano. Finalment, es va descobrir que uns viatgers l'havien agafat creient que estava abandonat, i l'havien portat a l’alberg on estaven instal·lats per a restaurar-lo. Un cop aclarit el malentès, el piano es va posar de nou a la platja, on després d’un temps una tormenta va destroçar-li les potes el va omplir d’arena i algues.
La lectura que es desprén de tota la sèrie de Piano Transplants té a veure amb la consciència de la impermanència dels artificis culturals, a més del treball amb el so.

## Pensament musical
Lockwood analitza en les seves obres la manera en la que el so està conformat per la natura i pels nostres cossos i com, a canvi, aquest pot afectar ambdues realitats, sent una transferència d’energia. Segons considerava ella, el so pot crear una gran quantitat d’accions, com pot ser el despertar i l'alliberació gradual de l'energia sònica, que es troba relacionada amb la respiració i els somnis. A la compositora li atreu la complexitat que hi ha al darrere de tots els sons, i no tant els artefactes i els exercicis de destrucció, com pot semblar en les seves obres.
Una característica de la música de Lockwood que va ser lloada per Michael Nymann en la seva crítica de The New Statesman va ser que les actuacions de Lockwood demostraven que "no fa falta un estudi ple d'equips sofisticats", sent precisament la idea de la compositora: no necessitava osci·lladors d'ones sinusoïdals, ni moduladors, ni cambres de reverberació, etc, sinó que desenvolupava la seva curiositat sonora a través de les fonts naturals.
Lockwood volia veure fins a on es podia arribar per mitjà de l’escolta atenta i l’atenció al procés. Cercava sons que fossin suficientment rics i complexos com per a provocar un toc d’atenció, ja que presentia que si es començava a escoltar un so en el propi cos, hi hauria un major interès en l’objecte de producció del so. Va experimentar sempre un interès pel comportament dels materials a l'hora de produir els sons i la seva impredictibilitat.
Annea Lockwood va passar de ser una estudiant aplicada a sortir del Royal College of Music destroçant els mecanismes convencionals. El seu instint la va portar a qüestionar el que coneixia, sent una part íntegra de la seva personalitat i provenint en part dels ensenyament del seu pare quan era petita. Ella mateixa afirmava que sempre li havia agradat explorar i que en els estils que escoltava al seu voltant no trobava la inspiració que va trobar en el desconegut i salvatge.

## Pensament feminista
El feminisme de Lockwood va aparèixer gradualment, impulsat pel que ella descriu com "moments de revelació aguda". Per una banda, va ser amiga de l'artista radical multimèdia Carole Schneeman, que va enregistrar una pel·lícula d’ella mateixa i de la seva parella, James Tenney, tenint relacions sexuals per a reclamar la perspectiva del desig femení. Per altra, va conèixer al pioner del videoart, Nam June Paik, i a la performer i chelista Charlotte Moorman, que va ser detinguda en plena actuació per tocar en toples durant l'Opera Sextronique de Paik, en la Cinematheque de Nova York.
Lockwood demostra la seva lluita feminista en el moment en què no intenta fer-se un lloc en l’àmbit des encàrrecs orquestrals dominat per homes, sinó que opta per seguir el seu propi camí des de les seves ànsies d'exploració. Cal dir també, que al llarg de tota la seva producció musical trenca amb els binarismes derivats de la ideologia patriarcal basada en els instruments musicals i en els objectes no musicals.

## Ressenyes i articles
- 1995, Maig 23: MUSIC REVIEW; Bang on a Can Uptown Cultivates Crossover de Allan Kozinn, The New York Times
- 1989, Decembre 10: Review/Music; Electronic Components In Work by 3 Composers de John Rockwell, The New York Times
- 1993, Abril 20: Classical Music in Review de Bernard Holland, The New York Times
- 2000, Gener 9: It's Sound, It's Art, and Some Call It Music de Kyle Gann, The New York Times
- 2000, Juliol 9: MUSIC; Electronic Music, Always Current de Kyle Gann, The New York Times
- 2001, Gener 18: Art From a River's Past (and Its Present) de Dinitia Smith, The New York Times
- 2003, Març 9: ENVIRONMENT; Inside, An Echo Of a River de James Gorman, The New York Times
- 2004, Octubre 16: MUSIC REVIEW | SOUNDS LIKE NOW, A 'Bring Your Own Improvisation' Party de Allan Kozinn, The New York Times
- 2019, Novembre 8: MUSIC; Burning Pianos and Whispering Rivers: A Composer’s Journey de Kerry O'Brien, The New York Times
- 2023, Maig 12: Ruth Anderson / Annea Lockwood: Tête-à-tête album review de James Minsoo Kim, Pitchfork